# August 1984
Acest articol este generat integral pe baza informațiilor din articolul 1984 și este actualizat periodic de un robot.
 Editările făcute în articol vor fi șterse la următoarea actualizare! Dacă doriți să faceți modificări, editați articolul-sursă.

ianuarie -
februarie -
martie -
aprilie -
mai -
iunie -
iulie -
august -
septembrie -
octombrie -
noiembrie -
decembrie
August 1984 a fost a opta lună a anului și a început într-o zi de miercuri.

## Nașteri
- 1 august: Linn-Kristin Riegelhuth, handbalistă norvegiană
- 1 august: Bastian Schweinsteiger, fotbalist german
- 2 august: Andrei Găluț, cântăreț român
- 2 august: Giampaolo Pazzini, fotbalist italian (atacant)
- 2 august: Ionuț Voicu, fotbalist român
- 2 august: Kațiarina Borisevici, jurnalistă bielorusă
- 3 august: Mile Jedinak (Michael John Jedinak), fotbalist australian
- 3 august: Park Kyoung-doo, scrimer sud-coreean
- 6 august: Vedad Ibišević, fotbalist bosniac (atacant)
- 7 august: Willian Gerlem (Willian Gerlem de Jesus Almeida), fotbalist brazilian (atacant)
- 8 august: Pedro Queirós (Pedro Miguel Barbosa Queirós), fotbalist portughez
- 8 august: George-Cristian Tuță, politician
- 11 august: Vitalie Bordian, fotbalist din R. Moldova
- 11 august: Lucas di Grassi, pilot brazilian de Formula 1
- 11 august: Liudmila Postnova, handbalistă rusă
- 13 august: Niko Kranjčar, fotbalist croat
- 14 august: Giorgio Chiellini, fotbalist italian
- 15 august: Andrea Cossu, fotbalist nigerian
- 17 august: Cristian Pulhac (Corneliu Cristian Pulhac), fotbalist român
- 18 august: Robert Huth, fotbalist german
- 18 august: Aliaksandr Paǔlaǔ, fotbalist bielorus
- 21 august: Alizée (Alizée Jacotey), cântăreață franceză
- 21 august: Francesca Quondamcarlo, scrimeră italiană
- 21 august: Ivan Vukadinović, fotbalist sârb
- 23 august: Glen Johnson (Glen McLeod Cooper Johnson), fotbalist englez
- 23 august: Gabriel-Horia Nasra, politician român
- 23 august: Gabriel Horia Nasra, politician român
- 25 august: Claudiu-Augustin Ilișanu, politician român
- 25 august: Laurențiu Marinescu (Laurențiu Nicolae Marinescu), fotbalist român
- 27 august: Sulley Muntari (Sulleyman Ali Muntari), fotbalist ghanez
- 27 august: Corina Simona Olar, fotbalistă română
- 28 august: Paula Fernandes, cântăreață braziliană

## Decese
Richard Burton (n. Richard Walter Jenkins), 58 ani, actor britanic (n. 1925)
Visarion Aștileanu (n. Vasile Benedict Aștileanu), 70 ani, preot greco-catolic, romano-catolic, episcop ortodox al Aradului (n. 1914)
Vasile Lovinescu, 78 ani, critic literar, scriitor și eseist român (n. 1905)
Petru Aruștei, 45 ani, pictor român (n. 1939)
Truman Capote, scriitor american (n. 1924)
Muhammad Naguib, 83 ani, primul președinte al Egiptului (1953-1954), (n. 1901)